# Fédération Internationale et Européenne de Football Féminin
Die Fédération Internationale et Européenne de Football Féminin (FIEFF, italienisch Federazione Internazionale e Europea di Calcio Femminile) war ein Frauenfußballverband, der zwischen Anfang 1970 und 1972 bestand. Obwohl er weder von der FIFA noch von der UEFA und vielen ihrer nationalen Mitgliedsverbände anerkannt wurde, organisierte er zwei Frauen-Weltmeisterschaften (1970 in Italien, 1971 in Mexiko), die allerdings auch im 21. Jahrhundert nicht als offizielle Turniere gelten.

## Geschichte der Organisation
Im Zusammenhang mit dem Wiederaufleben des Frauenfußballs in mehreren europäischen Staaten ab Mitte der 1960er Jahre – von den offiziellen nationalen Fußballverbänden anfangs verboten oder nur toleriert – beschloss eine Gruppe von Geschäftsleuten und Rechtsanwälten aus Turin, die zuvor auch bereits einen autonomen italienischen Landesverband, die Federazione Italiana di Calcio Femminile (FICF), ins Leben gerufen und 1969 in Italien eine Frauenfußball-Europameisterschaft organisiert hatten, die Gründung eines internationalen Verbandes.
Nachdem die Initiatoren hauptsächlich an europäische Verbands- und Vereinsvertreter herangetreten waren, kam es im Februar 1970 zum Gründungskongress der FIEFF, an dem Delegierte aus der Schweiz, Westdeutschland, England, Österreich und Mexiko teilnahmen. Dem gewählten Präsidium gehörten allerdings ausschließlich Italiener an, zumal die Organisation ihren Sitz in Turin hatte: Präsident wurde der Jurist Dr. Lucci, sein Stellvertreter der Notar Zamparelli; den Vorstand ergänzten der FICF-Präsident Rambaudi, mit Talarico ein leitender Angestellter des Hauptsponsors Martini & Rossi und als Fachmann für sportmedizinische Fragen der Arzt Dr. Boero.

## Die FIEFF-Weltmeisterschaften
In der ersten Julihälfte 1970 organisierte die FIEFF in Italien einen als Frauenweltmeisterschaft (Coppa del mondo) bezeichneten Wettbewerb mit teilnehmenden Mannschaften aus dem Gastgeberland, England, Dänemark, Österreich, der Schweiz, Mexiko und der Bundesrepublik Deutschland, für die der SC 07 Bad Neuenahr antrat und gegen die Engländerinnen mit 1:5 sowie gegen den späteren dänischen Weltmeister mit 1:6 unterlag. Diesen beiden Spielen ohne italienische Beteiligung hatten in Genua 5.000 und in Bologna 4.000 zahlende Zuschauer beigewohnt. Insgesamt war dieses Turnier ein finanzieller Erfolg für die FIEFF gewesen; deshalb fasste der Verband für das folgende Jahr eine erneute Austragung ins Auge. Zu deren Vorbereitung hielt die FIEFF im Dezember 1970 eine Versammlung ab, an der Vertreter aus neun Ländern – außer den Teilnehmern am Gründungskongress auch aus Frankreich, Spanien und den Niederlanden – teilnahmen und vier weitere (Dänemark, Schweden, Schottland und die Tschechoslowakei) ihr Interesse bekundeten. Kurz danach äußerte die FIFA gegenüber dem schwedischen und dem schottischen Fußballverband, die FIEFF sei eine Organisation, die „rein kommerzielle Ziele“ verfolge; sie beute „den von Frauen praktizierten Fußball zu Showzwecken aus, um damit Geld zu verdienen“.
Die Weltmeisterschaft 1971 wurde schließlich nach Mexiko vergeben, und die FIEFF konnte ankündigen, dass 13 Mannschaften ihre Teilnahme zugesagt hatten, wobei aber nicht von allen nationalen (Männer-)Verbänden eine offizielle Nationalelf gebildet wurde, sondern – wie durch die Fédération Française de Football – eine mit einigen Spielerinnen anderer Klubs verstärkten Vereinsmannschaft die Erlaubnis erhielt, daran teilzunehmen. Der Deutsche Fußball-Bund hingegen hatte zwar im Oktober 1970 den Frauenfußball grundsätzlich legalisiert, untersagte dem SC 07 Bad Neuenahr 1971 aber die WM-Teilnahme.
Die Ausrichter bestimmten schließlich einige Freundschafts- zu Qualifikationsspielen, in denen sich Frankreich (gegen die Niederlande), Dänemark (gegen Schweden), Italien und England (gegen Österreich) durchsetzten; neben dem Ausrichter Mexiko wurden außerdem je ein Frauenteam aus Argentinien (Sieg gegen Costa Rica) und der Tschechoslowakei (ohne Qualifikationsspiel) zur WM zugelassen. Letztere erhielten dann allerdings keine Visa und mussten absagen. Das Turnier wurde zwischen 6. August und 5. September 1971 durchgeführt, mehrere Spiele wurden vom mexikanischen Fernsehen übertragen, die großen Zeitungen des Landes berichteten regelmäßig über den Verlauf und die Begegnungen fanden überwiegend vor einer fünfstelligen Zuschauerzahl statt; laut dem französischen Trainer Pierre Geoffroy besuchten jeweils über 90.000 Zuschauer die Spiele der Gastgeberinnen im Aztekenstadion, Frankreichs Spiel gegen Dänemark immerhin rund 30.000. Um die Veranstaltung, die von Martini & Rossi vorfinanziert worden war, zu einem wirtschaftlichen Erfolg zu bringen, hatte die FIEFF dafür gesorgt, dass die beiden vermeintlich für das zahlende Publikum attraktivsten Frauschaften ihre Vorrunde in getrennten Gruppen austragen konnten, und dafür unter Verzicht auf eine ursprünglich beschlossene Auslosung deren Zusammensetzung festgelegt: Gastgeber Mexiko traf zunächst auf Argentinien und England, Titelverteidiger Dänemark musste sich mit Italien und Frankreich auseinandersetzen. Der Plan ging auf, und im Finale behielten die Däninnen dank eines Hattricks von Susanne Augustesen mit 3:0 die Oberhand.
Als sich abzeichnete, dass eine weitere Frauen-Weltmeisterschaft 1972 mangels Teilnehmern (die offiziellen nationalen Fußballverbände wollten es sich nicht mit der UEFA verderben und verboten ihren Vereinen eine Meldung für das Turnier) nicht zustande kommen würde, löste die FIEFF sich notgedrungen auf.